# カダリアス・トニー
カダリアス・トニー（Kadarius Toney, 1999年1月27日 - ）は、アメリカ合衆国アラバマ州モービル出身のプロアメリカンフットボール選手。現在はフリーエージェント。ポジションはワイドレシーバー。

## 大学時代
1年生、2年生、3年生シーズンは、控え選手だったが、2020年の4年生シーズンに大きな飛躍を見せ、70回のキャッチで984ヤード、10回のタッチダウンを記録した。また、ランでも19回のキャリーで161ヤード、1回のタッチダウンを記録した。

## プロキャリア
| 身長                      | 体重           | 腕 の 長 さ       | 手 の 大 き さ   | 40Yrd ダ ッ シ ュ | 10Yrd ス プ リ ッ ト | 20Yrd ス プ リ ッ ト | 20Yrd シ ャ ト ル | 3 コ 丨 ン ド リ ル | 垂 直 跳 び        | 立 ち 幅 跳 び      | ベ ン チ プ レ ス |
| ------------------------- | -------------- | ----------------- | ---------------- | ----------------- | -------------------- | -------------------- | ----------------- | ------------------- | ------------------ | ------------------- | ----------------- |
| 5 ft 11+5⁄8 in (182 cm)   | 193 lb (88 kg) | 31+1⁄4 in (79 cm) | 9+1⁄4 in (23 cm) | 4.38 s            | 1.54 s               | 2.51 s               | 4.23 s            | 6.88 s              | 39+1⁄2 in (100 cm) | 11 ft 4 in (3.45 m) | 9 回              |
| All values from NFL Draft |                |                   |                  |                   |                      |                      |                   |                     |                    |                     |                   |

### ニューヨーク・ジャイアンツ時代
トニーは2021年のNFLドラフトで1巡目全体20位でニューヨーク・ジャイアンツに指名された。その後、2021年6月4日に1,370万ドル相当のルーキー契約を結んだ。チーム入団後に、新型コロナウイルスに感染したため、トレーニングキャンプ中はリザーブリストに入れられた。それも相まって、シーズン序盤は苦戦を強いられたが、第5週のダラス・カウボーイズ戦では、10回のキャッチで189ヤードを記録し、オデル・ベッカム・ジュニアのジャイアンツ時代のレシーブ記録を破ったが、同試合での相手選手への暴力行為で退場となっている。その後は、怪我や、コロナウイルスに再び感染するなどで、欠場を余儀なくされた。
2022年シーズンの第2週にハムストリングを負傷し、5試合を欠場した。

### カンザスシティ・チーフス時代
2022年10月27日に、2023年のNFLドラフトの3巡目、6巡目指名権と引き換えに、カンザスシティ・チーフスにトレードされた。第57回スーパーボウルではスーパーボウル史上最長となる65ヤードのパントリターンを記録した。
2024年5月2日、チーフスから5年目の契約オプションを破棄された。

### クリーブランド・ブラウンズ時代
2024年シーズン前にチーフスから放出され、クリーブランド・ブラウンズで3試合に出場したが、第14週のピッツバーグ・スティーラーズ戦での反則などを受けて、12月10日にブラウンズから放出された。